# Solenne Figuès
Solenne Figues, nació el 6 de junio de 1979 en Villepinte y es una nadadora francesa.
Con la selección de Francia desde el 1995, participó en los Juegos Olímpicos de Atlanta 1996 y después en los Juegos Olímpicos de Sídney 2000. En el año 2000, obtiene su primera medalla, de bronce, en el Campeonato europeo de natación de 2000 en relevos 4 × 200 m estilo libre.
Después, obtiene una medalla de bronce en natación en los Juegos Olímpicos de Atenas 2004 y consigue subir por fin a la pedestal más alto del podio en el momento de los Campeonato mundial de natación de 2005 en Montreal dónde obtiene la medalla de oro en 200 m estilo libre.
En paralelo a su carrera deportiva, persiguió con éxito estudios de kinesioterapia, oficio que les ejerce en lo sucesivo a los hospitales de Toulouse.